# Phylloscopus trochiloides
Il luí verdastro (Phylloscopus trochiloides (Sundevall, 1837)) è un uccello passeriforme, diffuso in Europa e Asia, tradizionalmente collocato nella famiglia Sylviidae ma da una recente revisione filogenetica attribuito alla famiglia Phylloscopidae.

## Descrizione

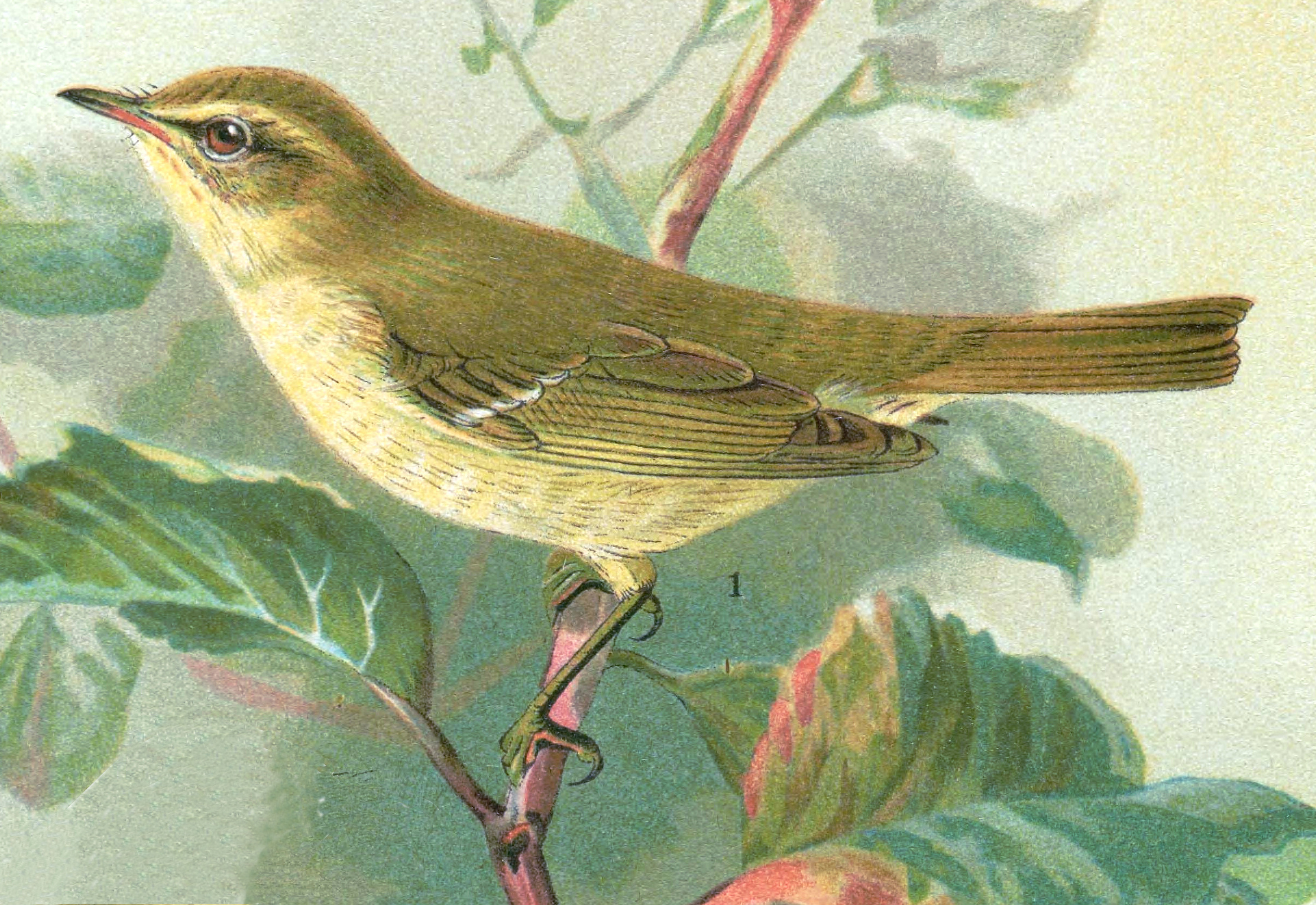
P. trochiloides viridianus

P. trochiloides è un passeraceo caratterizzato da una livrea di colore grigio-verde sul dorso che sfuma nel bianco verso l'addome; la presenza di una singola striatura colorata sulle ali permette di distinguere questo volatile dalle specie congeneri, con l'eccezione di P. borealis, che presenta la medesima striatura; tuttavia P. trochiloides è più piccolo e presenta un corpo più sottile rispetto a P. borealis; si può riconoscere anche dall'omogeneità del colore del becco, caratterizzato dall'assenza di estremità scure all'apice dello stesso. Le popolazioni delle regioni settentrionali sono di taglia inferiore rispetto a quelle che vivono a latitudini con clima meno rigido.

## Distribuzione e habitat
Questa specie ha un ampio areale che si estende dall'Europa nordorientale (Austria, Germania, Repubblica Ceca, Slovacchia, Polonia, Danimarca, Norvegia, Svezia, Finlandia, Estonia, Lettonia, Lituania, Russia e Ucraina) all'Asia continentale (Turchia, Azerbaigian, Kazakistan, Kirghizistan, Tagikistan, Uzbekistan, Iran, Kuwait, Afghanistan, Pakistan, India, Bangladesh, Nepal, Bhutan, Myanmar, Cina, Mongolia, Cambogia, Laos, Thailandia, Vietnam e Corea).
In Europa è stato segnalato occasionalmente, come specie accidentale, in Spagna, Francia, Belgio, Paesi Bassi, Irlanda, Regno Unito, Italia, Grecia e Romania.

## Tassonomia
P. t. trochiloides
     P. t. obscuratus
     P. t. plumbeitarsus
     P. t. ludlowi
     P. t. viridanus
     P. t. nitidus

Distribuzione delle varie sottospecie.
P. t. trochiloides
P. t. obscuratus
P. t. plumbeitarsus
P. t. ludlowi
P. t. viridanus
P. t. nitidus

Sono state descritte 6 sottospecie, che mostrano una distribuzione tipica delle specie ad anello, con popolazioni divergenti sui versanti occidentale ed orientale dell'altopiano tibetano, che si ricongiungono sul versante settentrionale:
- Phylloscopus trochiloides trochiloides
Diffuso dal versante meridionale dell'Himalaya sino al Nepal e alla Cina occidentale.
- Phylloscopus trochiloides obscuratus
Diffuso nel Gansu e nelle aree circostanti della Cina.
- Phylloscopus trochiloides plumbeitarsus
Popola la taiga Siberiana orientale.
- Phylloscopus trochiloides viridanus
Il suo areale si estende dall'Europa nord-orientale alla Siberia occidentale e all'India settentrionale.
- Phylloscopus trochiloides nitidus
Sottospecie tipica della regione del Caucaso.
- Phylloscopus trochiloides ludlowi, diffusa nel Baltistan, da alcuni autori considerato un ibrido tra P. t. trochiloides e P. t. viridianus.

Sorprendentemente le due popolazioni della Siberia occidentale (P. t. viridanus) e della Siberia orientale (P. t. plumbeitarsus), che pure condividono parte del loro areale, non sono in grado di incrociarsi. Tale dato è considerato sufficiente da alcuni autori per proporre l'inquadramento di P. t. plumbeitarsus come specie a sé stante (Phylloscopus plumbeitarsus). Altri autori, adottando un punto di vista rigidamente filogenetico, si spingono a elevare al rango di specie tutti e cinque i taxa summenzionati (P. trochiloides, P. obscuratus, P. viridanus, P. nitidus e P. plumbeitarsus).
La più recente classificazione del Congresso ornitologico internazionale (settembre 2013) riconosce come valide le seguenti sottospecie:
- P. t. viridanus
- P. t. ludlowi
- P. t. trochiloides
- P. t. obscuratus

mentre assegna a Phylloscopus nitidus e Phylloscopus plumbeitarsus il rango di specie a sé stanti.

## Biologia

### Alimentazione
Come la maggior parte dei passeracei è una specie insettivora.